# Charles Mansfield Clarke

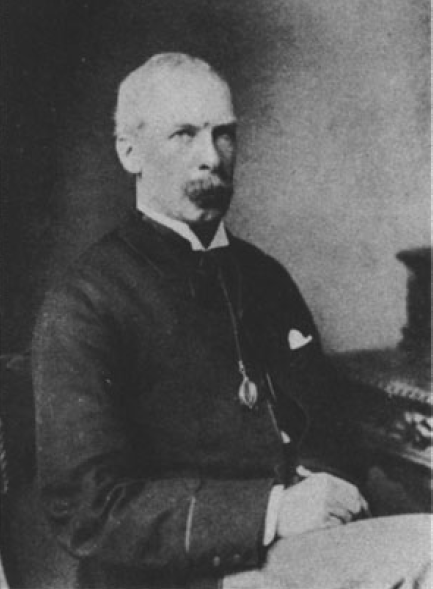
Sir Charles Mansfield Clarke

Sir Charles Mansfield Clarke, 3. Baronet GCB GCVO (* 13. Dezember 1839; † 22. April 1932) war ein britischer General und Gouverneur von Malta. Seine Dienstzeit wurde von den militärischen Auseinandersetzungen in den britischen Kolonien und den Reformen der britischen Streitkräfte in der zweiten Hälfte des 19. Jahrhunderts geprägt.

## Leben
Charles Mansfield Clarke wurde als Sohn von Reverend Sir Charles Clarke, 2. Baronet und Rosa Mary Alexander geboren. Sein Großvater, Charles Mansfield Clarke, ein bekannter Arzt und Ehrendoktor der Rechte, war am 30. September 1831 als Baronet, of Dunham Lodge in the County of Norfolk, in den Adelsstand der Baronetage of the United Kingdom erhoben worden. Clarke erhielt seine Ausbildung am Eton College und trat 1856 als Ensign bei dem damals in Madras stationierten 57th Regiment of Foot in den Militärdienst ein. 1859 wurde er zum Lieutenant befördert.
In den 1860er Jahren nahm Clarke als Deputy Assistant Master-General an den Neuseelandkriegen teil. Nachdem er das 57. Regiment während des Zulukriegs 1879 befehligt hatte, wurde Clarke 1880 Kommandant (Commandant-General) der britischen Kolonialtruppen am Kap der Guten Hoffnung (Colonial Forces of the Cape of Good Hope). Während seines Kommandos, das bis 1882 dauerte, führte er Kampagnen in Basutoland und Transkei. Anschließend folgte von 1883 bis 1884 für Clarke eine Verwendung als Assistent Adjutant Quartermaster General in Aldershot. Von 1884 bis 1886 war er Assistent Adjutant General Headquarters. Darauf folgte eine Verwendung als Deputy Adjutant-General in Irland. Im Jahr 1889, im Alter von fünfzig Jahren, wurde Clarke zum Brigadier befördert und wieder nach Aldershot versetzt, wo er zunächst die 3. Infanteriebrigade kommandierte und ab 1892 den Dienstposten eines Deputy Adjutant-General, HQ bekleidete. Im Folgejahr, 1893, wurde Clarke Oberkommandierender (Commander-in-Chief) der Madras Army, einer der drei Präsidentschaftsarmeen Britisch-Indiens. Unter Clarkes Führung wurde die Madras Army 1895 ebenso wie die Armeen der beiden anderen Präsidentschaften als selbstständige Armee aufgelöst und in der Army of India zusammengefasst. Die Army of India wurde in vier Kommandobereiche aufgeteilt, die jeweils von einem Lieutenant-General geführt wurden. Clarke erhielt das entsprechende Kommando in Madras und behielt es bis 1898. Von 1893 bis 1895 war er auch Mitglied des Council Governing für Madras. Nach seiner Rückkehr nach Europa wurde er 1899 zum Nachfolger George Stuart Whites als Quartermaster-General to the Forces ernannt und war als solcher für Fragen der Versorgung und Unterbringung der gesamten British Army zuständig. Während seiner Amtszeit, die bis 1903 dauerte, war er unter anderem mit Maßnahmen zur Heeresvergrößerung während des Zweiten Burenkriegs beschäftigt. 
Am 25. April 1899 erbte Clarke beim Tod seines Vaters den Titel des Baronets. Von 1903 bis 1907 war er Gouverneur und Oberkommandierender (Governor and Commander-in-Chief) von Malta. Anschließend trat er als General in den Ruhestand. Während seiner Dienstzeit auf Malta musste sich Clarke unter anderem mit dem Bevölkerungswachstum auf den Inseln auseinandersetzen. 1901 lebten 184.742 Menschen in Malta, damit war der Archipel das Gebiet mit der höchsten Bevölkerungsdichte auf der Welt. Ohne zusätzliche Maßnahmen war die Versorgung der Bevölkerung gefährdet. Außerdem hing die maltesische Wirtschaft nicht länger vom Handel, sondern in zunehmendem Maße von der Subventionen der britischen Regierung ab. Im Ergebnis führten das Anwachsen der Bevölkerung und die Politik der britischen Administration zu einer verstärkten Auswanderung der indigenen Bevölkerung.
Clarke war zweimal verheiratet. 1867 ehelichte er Gemma Cecilia Adams. Nach deren Tod 1922 schloss er 1929 eine Ehe mit Constance Marion Warner. Aus seiner ersten Ehe gingen zwei Töchter und ein Sohn hervor. Da sein Sohn Charles Henry Geoffrey Mansfield Clarke bereits 1919 starb und keine männlichen Nachkommen hinterließ, fiel Clarkes Baronettitel bei seinem Tod 1932 an seinen Neffen Orme Bigland Clarke (1880–1949).